# ローレン・ワイズバーガー
ローレン・ワイズバーガー（Lauren Weisberger、1977年3月28日 - ）は、アメリカ合衆国の小説家で、特に、彼女が『ヴォーグ』誌の編集長アナ・ウィンターの助手を務めた経験を踏まえたモデル小説『プラダを着た悪魔』が2003年のベストセラーとなったことで知られる。

## 生い立ち
ワイズバーガーは、ペンシルベニア州スクラントンで、教師の母と、百貨店の社長から住宅ローン・ブローカーに転じた父親の間に生まれた。一家はユダヤ人であり、ワイズバーガーは、最初はユダヤ教保守派、次いで改革派の環境の中で育った。幼い頃には、スクラントン近郊の小さな町クラークス・サミットで育った。11歳のとき、両親が離婚し、彼女は妹ダナ (Dana) とともに母親に引き取られて、同州のリーハイ・バレー地方にあるアレンタウンに移り住んだ。
アレンタウンに近いサウス・ホワイトホール郡区のパークランド高等学校では、校内外のスポーツ活動や課外活動など、様々な組織に属する。
ニューヨーク州イサカのコーネル大学で、英語を専攻し、ソロリティのアルファ・イプシロン・ファイに加わり、1999年に卒業した。卒業後、バックパッカーとなり、ヨーロッパ、イスラエル、エジプト、ヨルダン、インド、タイ王国、香港を旅行した。帰国した彼女は、マンハッタンへ移り住み、ウィンターの助手として『ヴォーグ』誌に採用された。そこで10か月間働き、特集編集者のリチャード・ストーリー (Richard Story) とともに同誌を退職した。ワイズバーガーは、同誌では自分が場違いなように感じていたと述べていたが、編集主任 (managing editor) ローリー・ジョーンズ (Laurie Jones) は、後に、「彼女は完全に幸せそうだったし、愛らしい女性だったわ (She seemed to be a perfectly happy, lovely woman)」と語った。
ワイズバーガーはストーリーとともに、アメリカン・エキスプレスが発行する旅行雑誌『Departures』で働き始め、彼女は100単語のレビューを書き、副編集長となった。2004年には『PLAYBOY』誌にも署名記事を寄稿した。
彼女が、ボスであるリチャード・ストーリーに、改めて文章術を学ぶ講座に通ってみようかと思う、と話したところ、彼は友人の作家チャールズ・サルズバーグに彼女を紹介した。そこで彼女は、『ヴォーグ』での経験について小説を書き始め、2週間ごとに15ページを書くという目標を守りながら書き上げた。出版エージェントから再三の督促を受け、ようやく彼女は作品を仕上げて原稿を見せたが、それから2週間もしないうちに原稿は売れた。

## おもな作品

### 『プラダを着た悪魔』The Devil Wears Prada
2003年、ワイズバーガーの最初の著書『プラダを着た悪魔 (The Devil Wears Prada)』が出版され、同書は、『ニューヨーク・タイムズ』紙のベストセラーリストに6か月間も踏みとどまった。この作品は、半ば架空のものとはいえ、マンハッタンのエリートたちに極めて辛辣な批評的な眼差しを向けている。『Publishers Weekly』誌によると、2006年7月には『プラダを着た悪魔』はベストセラーとしてマス市場向けのソフトカバー本となっていた。同書の内容は、『ヴォーグ』におけるワイズバーガーの経験に基づいている。登場人物のミランダ・プリーストリー (Miranda Priestly) は、アナ・ウィンターのいくつかの側面を表現したものと考える向きが多い。架空の出版社イライアス＝クラーク (Elias-Clark) は、コンデナスト・パブリケーションズをモデルにしたものとされている。
この本は、人が初めて職に就く時に起こる様々な側面に光を当てている。また、ファッションの世界における狂気めいた部分や、仕事上の責任と私的な社交の間でバランスを取ろうとするときに生じる困難やプレッシャーにも光を当てている。また、ファッション界に対する面白い見解も盛り込まれている。同書は、瞬く間に成功したが、アナ・ウィンター下で働いた経験のあるケイト・ベッツは、『ニューヨーク・タイムズ』紙上でワイズバーガーと本書を批判し、ワイズバーガーとウィンターは、作中の架空の人物のそれぞれにそのまま当てはまり、「アンドレア（映画主人公名）は....彼女が放り込まれた環境のスノッブな連中と同じようにまさしくスノッブだった (Andrea … is just as much a snob as the snobs she is thrown in with)」と述べた。ベッツはまた、作中におけるアンドレアの描写はカフェラテを買って来る以上のことをしていない、とも示唆している。その後、ワイズバーガーは、続編となる『プラダを着た悪魔リベンジ! (Revenge Wears Prada: The Devil Returns)』を出版した。

#### 映画
この小説から映画化された『プラダを着た悪魔 (The Devil Wears Prada)』は、2006年6月に、メリル・ストリープとアン・ハサウェイの主演で20世紀フォックスから公開された。この映画は、公開最初の週に$2750万ドルを売り上げ、アメリカ合衆国内の売り上げは1億2500万ドル近くに達し、世界全体では3億26万ドルとなって、2006年夏の最大級のヒット作となった。映画では、小説とは異なる部分がいくつもある。例えば、アンドレアは原作ではブラウン大学出身であるが、映画ではノースウェスタン大学卒とされている（ワイズバーガーはコーネル大学卒）。映画では、エミリーよりも仕事の能力が高いと判断し、ミランダがパリ行きへの同行をアンドレアに求める。原作では、より詳しい設定があり、エミリーは伝染性単核球症に罹患し、ミランダに同行できなくなる。原作では、アンドレアの親友リリー (Lily) が、アンドレアがパリを離れたおもな理由とされていた。リリーはアルコール依存症で、自動車事故に巻き込まれる。アンドレアは、ミランダとともに留まるか、親友の元に帰るか、決断を迫られる。映画では、こうした事情は描かれず、アンディとミランダが互いに敬意をもちながら相手を見るところで終わる。また、ワイズバーガーは特に、ミランダが涙を見せるシーンについて、「え、彼女が泣くの？　それはないでしょ！」と思ったと語っている。
この映画に、ワイズバーガーは、双子の乳母役で短いカメオ出演をしている。

#### テレビ
2006年10月、フォックス・テレビが、この作品のテレビ化権を取得し、2007年に連続テレビ・ドラマとして制作される運びとなった。ワイズバーガーは、これに合わせて『Tout le monde en parle 』や『The Today Show』といったテレビのトーク番組に出演した。

### 『パーティプランナー』Everyone Worth Knowing
ワイズバーガーの2作目の小説『パーティプランナー：一流セレブの集めかた (Everyone Worth Knowing)』は、ニューヨークのPR業界における試練を描いたもので、2005年秋に刊行された。本作はあまり芳しい評価を得られなかった。『ニューヨーク・タイムズ』紙のブックレビューは、本作を「間抜けでダサい (fatuous, clunky)」と評した。『USAトゥデイ』紙は「精彩を欠いたまがい物 (lackluster imitation)」と評し、『エンターテインメント・ウィークリー』誌は、「退屈な焼き直し (ho-hum rehash)」とした。本作は、発売初週『ニューヨーク・タイムズ』紙のベストセラーリストで10位に入ったが、2週間でリストから落ち、売り上げは期待はずれに終わった。出版社のサイモン&シュスターは、この小説に対し、ワイスバーガーに100万ドルを支払った。オーディオブックは、女優エリザ・ドゥシュクが朗読した。
ヨーロッパの一部の国々では、この小説は『Gossip and Gucci』と題して出版された。

### 『ハリー・ウィンストンを探して』Chasing Harry Winston
3作目の『ハリー・ウィンストンを探して (Chasing Harry Winston)』は、2008年5月27日に発表された。イギリスでは、2008年5月19日に発売になった。主人公のニューヨーカー3人、エミー (Emmy)、アドリアナ (Adriana)、リー(Leigh) は、30歳を迎える恐怖に直面していた。恋人に捨てられたばかりのエミーは、根本的に自分を変え、世界中の大陸から男を見つけて火遊びをすると誓う。美人のブラジル娘アドリアナは、それに応えて、自分の昔ながらのどこでも寝てしまい、父親のすねかじりを続ける生活を脱して、目尻にシワがで始める前に自分の指にハリー・ウィンストンの指輪をゲットすると言う。完璧な生活を送っているリーは、ハッピーになりリラックスするために何をすれば良いのか分からない。
2008年9月、ユニバーサル映画が、本作の映画化権を獲得したと発表した。同時に、本作がフランス語、オランダ語、イタリア語に翻訳されることも併せて発表された。
ヨーロッパの一部の国々では、この小説は『Chanel Chic』と題して出版され、イタリア語版の題名は『Un anello da Tiffany & Co』（「ティファニーの指輪」の意）とされた。フランスでは、『Sexe, diamants et plus si affinités』（「セックス、ダイアモンド、それに、きっともっと...」の意）と題された。
本作は、批評家たちから酷評され、『エンターテインメント・ウィークリー』誌は、「2008年最低の本 (#1 Worst Book of 2008)」と評した.。

### Last Night at Chateau Marmont
『Last Night at Chateau Marmont』は、2010年8月に発表された。本作は、2010年9月5日『ニューヨーク・タイムズ』紙のベストセラーリストで9位に入った。

### 『プラダを着た悪魔リベンジ!』Revenge Wears Prada
『プラダを着た悪魔リベンジ! (Revenge Wears Prada)』は、『プラダを着た悪魔』の続編として2013年6月4日に発表された。本作は、発売初週『ニューヨーク・タイムズ』紙のベストセラーリストで3位に入った。

### The Singles Game
『The Singles Game』は、2016年に刊行された。

### When Life Gives You Lululemons
『When Life Gives You Lululemons』は、『プラダを着た悪魔』の2本目の続編として2018年に発表された。本作は、登場人物のひとりで映画ではエミリー・ブラントが演じた、ミランダ・プリーストリーの助手エミリー・チャールトン (Emily Charlton) のその後を描いたものである。表題にあるルルレモン は、ヨガなどの運動用高機能ウェアを扱うアメリカ合衆国のブランドである。
イギリスでは、『The Wives』と題されて発表された。

### 短編
アンソロジー『American Girls About Town』に収められた短編小説「The Bamboo Confessions」は、ニューヨークのバックパッカーが世界中をめぐり、故郷での愛溢れる生活を、異なる視点から眺める話である。

## 私生活
ワイズバーガーは、夫とふたりの子どもたち、飼い犬ステラ (Stella) とともに、ニューヨークに住んでいる。

## 著書
- The Devil Wears Prada (2003)
  - 日本語訳：（佐竹史子 訳）プラダを着た悪魔、早川書房、2003年
- Everyone Worth Knowing (2005)
  - 日本語訳：（佐竹史子 訳）パーティプランナー：一流セレブの集めかた、早川書房、2006年
- Chasing Harry Winston (2008)
  - 日本語訳：（佐竹史子 訳）ハリー・ウィンストンを探して、早川書房、2009年
- Last Night at Chateau Marmont (2010)[16]
- Revenge Wears Prada (2013)
  - 日本語訳：（佐竹史子 訳）プラダを着た悪魔リベンジ! （上・下）、早川書房、上：2015年 / 下：2017年
- The Singles Game (2016)
- When Life Gives You Lululemons (2018)